# 호키네촌
호키네촌(箒根村)은 도치기현의 북부, 시오야군에 속했던 촌이다.

## 역사
- 1889년 4월 1일 - 정촌제 시행에 의해 시오야군 호키네촌이 성립하였다.
- 1956년 9월 1일 - 시오바라정과 합병해, 새로운 시오바라정이 성립하여, 동일 호키네촌이 폐지되었다.